# SHT22
AQUOS PAD SHT22（アクオス パッド エスエイチティー ニイニイ）は、シャープによって日本国内向けに開発された、auブランドを展開するKDDIおよび沖縄セルラー電話のCDMA 1X WIN、および第3.9世代移動通信システム（au 4G LTE）対応タブレット端末である。

## 概要
SHT21の後継で画面サイズは前機種と同じでありながらディスプレイの外枠を狭くすることにより前機種よりも小型化されている。また前機種よりもさらに高機能化されており、CPUがクアッドコアとなり、解像度アップ、カメラの画素数アップ、フルセグにも対応した。
本体上部には受話口があるが、これは携帯電話としてでのものではなく、LINEなどの通話アプリ使用時の通話用としてでのものとなる。

## 歴史
- 2014年1月22日 - KDDI、およびシャープより公式発表。
- 2014年2月26日 - 全国にて一斉発売。